# Românești (okręg Prahova)
Românești – wieś w Rumunii, w okręgu Prahova, w gminie Bărcănești. W 2011 roku liczyła 1977 mieszkańców.